# Сардинија
Сардинија (итал. Sardegna, у месном говору, Sardinnia) је друго по величини острво у Средоземном мору и у оквиру Италије (после Сицилије). Са неколико малих острва у окружењу Сардинија чини једну од 20 покрајина Италије. Такође, Сардинија, будући издвојена од остатка државе има и већа овлашћења, која досежу статус аутономије.
Престоница и највећи град острва и покрајине је Каљари, а други по величини и значају Сасари.
Покрајина Сардинија је позната као једна од најнеразвијенијих покрајина у целој Италији.

## Положај
Сардинија је југозападна и острвска покрајина Италије, смештена у западном Средоземљу, западно од остатка апенинског дела државе. Најближе копно је француска Корзика, која се налази свега 11 км северно од Сардиније (Мореуз Бонифасио). На истоку се налази Тиренско море, а на југу и западу Средоземно море.

## Природне одлике
Површина покрајине је 24.090 km² и по овоме је Сардинија једна од пространијих италијанских покрајина. Од овога око 99% потпада под само острво, док остатак чине мала острва у непосредном окружењу острва Сардиније.

### Рељеф
Сардинија, као острво, има дугу обалу - Тиренског мора је на истоку, а Средоземног мора на југу, западу и северу. Обала је махом каменита и тешко приступачна, са много дубоких залива. Острво је дуго 260 км, а широко до 140 км. Површ покрајине је махом покренутог терена. Равничарска подручја чине 18% површине и распоређена су широм острва. Најважније равнице су оне око Каљарија (Кампидано) и Сасарија (Нура). Од обале и равница тло се пење веома брзо и нагло прелази бреговито и брдско подручје у средишњем делу покрајине, који заузима чак 68% њене површине. Разлог овако високом уделу овог вида рељефа је велика старост острва, па су и процеси ерозије веома стари. Брдско подручје постепено у источном делу Сардиније прелази у високо планинско подручје (14% површине). Ту се налазе планине Ђенарђенту са највишим врхом острва, Пунта дел Мармора (1.834 метра н. в.).

### Клима
Клима у приморском делу Сардиније је средоземна. Како се залази у копно и иде на више надморске висине она постаје прелазна између средоземне и континенталне. За Сардинију је особен ветар Маестрал.
| Клима Каљарија, алтитуда 4 m                                                    | Клима Каљарија, алтитуда 4 m | Клима Каљарија, алтитуда 4 m | Клима Каљарија, алтитуда 4 m | Клима Каљарија, алтитуда 4 m | Клима Каљарија, алтитуда 4 m | Клима Каљарија, алтитуда 4 m | Клима Каљарија, алтитуда 4 m | Клима Каљарија, алтитуда 4 m | Клима Каљарија, алтитуда 4 m | Клима Каљарија, алтитуда 4 m | Клима Каљарија, алтитуда 4 m | Клима Каљарија, алтитуда 4 m | Клима Каљарија, алтитуда 4 m |
| Показатељ \ Месец                                                               | .Јан.                        | .Феб.                        | .Мар.                        | .Апр.                        | .Мај.                        | .Јун.                        | .Јул.                        | .Авг.                        | .Сеп.                        | .Окт.                        | .Нов.                        | .Дец.                        | .Год.                        |
| ------------------------------------------------------------------------------- | ---------------------------- | ---------------------------- | ---------------------------- | ---------------------------- | ---------------------------- | ---------------------------- | ---------------------------- | ---------------------------- | ---------------------------- | ---------------------------- | ---------------------------- | ---------------------------- | ---------------------------- |
| Максимум, °C (°F)                                                               | 14,3 (57,7)                  | 14,8 (58,6)                  | 16,5 (61,7)                  | 18,6 (65,5)                  | 22,9 (73,2)                  | 27,3 (81,1)                  | 30,4 (86,7)                  | 30,8 (87,4)                  | 27,4 (81,3)                  | 23,1 (73,6)                  | 18,3 (64,9)                  | 15,4 (59,7)                  | 21,7 (71,1)                  |
| Просек, °C (°F)                                                                 | 9,9 (49,8)                   | 10,3 (50,5)                  | 11,8 (53,2)                  | 13,7 (56,7)                  | 17,7 (63,9)                  | 21,7 (71,1)                  | 24,7 (76,5)                  | 25,2 (77,4)                  | 22,3 (72,1)                  | 18,4 (65,1)                  | 13,8 (56,8)                  | 11,0 (51,8)                  | 16,7 (62,1)                  |
| Минимум, °C (°F)                                                                | 5,5 (41,9)                   | 5,8 (42,4)                   | 7,1 (44,8)                   | 8,9 (48)                     | 12,4 (54,3)                  | 16,2 (61,2)                  | 18,9 (66)                    | 19,6 (67,3)                  | 17,1 (62,8)                  | 13,7 (56,7)                  | 9,3 (48,7)                   | 6,6 (43,9)                   | 11,8 (53,2)                  |
| Количина кише, mm (in)                                                          | 49,7 (1,957)                 | 53,3 (2,098)                 | 40,4 (1,591)                 | 39,7 (1,563)                 | 26,1 (1,028)                 | 11,9 (0,469)                 | 4,1 (0,161)                  | 7,5 (0,295)                  | 34,9 (1,374)                 | 52,6 (2,071)                 | 58,4 (2,299)                 | 48,9 (1,925)                 | 427,5 (16,831)               |
| Дани са кишом (≥ 1.0 mm)                                                        | 6,8                          | 6,8                          | 6,8                          | 7,0                          | 4,4                          | 2,1                          | 0,8                          | 1,3                          | 4,3                          | 6,5                          | 7,4                          | 7,4                          | 61,6                         |
| Сунчани сати — месечни просек                                                   | 136,4                        | 139,2                        | 186,0                        | 213,0                        | 269,7                        | 288,0                        | 334,8                        | 310,0                        | 246,0                        | 198,4                        | 147,0                        | 127,1                        | 2.595,6                      |
| Извор: Servizio Meteorologico, Hong Kong Observatory for data of sunshine hours |                              |                              |                              |                              |                              |                              |                              |                              |                              |                              |                              |                              |                              |

| Клима Фонија, алтитуда 1029 m | Клима Фонија, алтитуда 1029 m | Клима Фонија, алтитуда 1029 m | Клима Фонија, алтитуда 1029 m | Клима Фонија, алтитуда 1029 m | Клима Фонија, алтитуда 1029 m | Клима Фонија, алтитуда 1029 m | Клима Фонија, алтитуда 1029 m | Клима Фонија, алтитуда 1029 m | Клима Фонија, алтитуда 1029 m | Клима Фонија, алтитуда 1029 m | Клима Фонија, алтитуда 1029 m | Клима Фонија, алтитуда 1029 m | Клима Фонија, алтитуда 1029 m |
| Показатељ \ Месец             | .Јан.                         | .Феб.                         | .Мар.                         | .Апр.                         | .Мај.                         | .Јун.                         | .Јул.                         | .Авг.                         | .Сеп.                         | .Окт.                         | .Нов.                         | .Дец.                         | .Год.                         |
| ----------------------------- | ----------------------------- | ----------------------------- | ----------------------------- | ----------------------------- | ----------------------------- | ----------------------------- | ----------------------------- | ----------------------------- | ----------------------------- | ----------------------------- | ----------------------------- | ----------------------------- | ----------------------------- |
| Максимум, °C (°F)             | 6,6 (43,9)                    | 6,9 (44,4)                    | 8,9 (48)                      | 11,5 (52,7)                   | 16,3 (61,3)                   | 21,2 (70,2)                   | 25,8 (78,4)                   | 25,5 (77,9)                   | 21,7 (71,1)                   | 16,4 (61,5)                   | 10,9 (51,6)                   | 8,1 (46,6)                    | 15,0 (59)                     |
| Просек, °C (°F)               | 4,1 (39,4)                    | 4,1 (39,4)                    | 5,7 (42,3)                    | 8,1 (46,6)                    | 12,4 (54,3)                   | 16,9 (62,4)                   | 21,1 (70)                     | 20,9 (69,6)                   | 17,7 (63,9)                   | 13,1 (55,6)                   | 8,2 (46,8)                    | 5,5 (41,9)                    | 11,5 (52,7)                   |
| Минимум, °C (°F)              | 1,5 (34,7)                    | 1,2 (34,2)                    | 2,5 (36,5)                    | 4,6 (40,3)                    | 8,5 (47,3)                    | 12,6 (54,7)                   | 16,4 (61,5)                   | 16,3 (61,3)                   | 13,7 (56,7)                   | 9,7 (49,5)                    | 5,4 (41,7)                    | 2,8 (37)                      | 7,9 (46,2)                    |
| Количина кише, mm (in)        | 97 (3,82)                     | 118 (4,65)                    | 110 (4,33)                    | 88 (3,46)                     | 73 (2,87)                     | 33 (1,3)                      | 11 (0,43)                     | 18 (0,71)                     | 40 (1,57)                     | 93 (3,66)                     | 107 (4,21)                    | 131 (5,16)                    | 919 (36,18)                   |
| Дани са кишом (≥ 1.0 mm)      | 9,9                           | 10,0                          | 9,4                           | 10,5                          | 7,4                           | 4,2                           | 1,6                           | 2,4                           | 4,8                           | 8,8                           | 9,7                           | 9,9                           | 88,6                          |
| Извор: Servizio Meteorologico |                               |                               |                               |                               |                               |                               |                               |                               |                               |                               |                               |                               |                               |

### Воде
Покрајина Сардинија је у сливу Тиренског мора (исток) и Средоземног мора (југ, запад и север). Већина река је кратког тока. Оне се спуштају са планина на истоку у море. Иако ниједна река није значајна у државним оквирима на нивоу покрајине познате реке су Тирзо, Флумендоза и Когинас. Због тешкоћа са водом током летњег дела године на Сардинији је створено више вештачких језера, од којих је највеће Омодео.

## Управна подела
Сардинија је подељена у 5 округа, одн. провинција са истоименим градовима као управним средиштима:
- Каљари
- Нуоро
- Ористано
- Сасари
- Соутх Сардиниа

## Историја

### Праисторија
До данас је остало непознато како је Сардинија добила име. Острво је насељено 6000. година п. н. е. досељеницима са Апенинског копна. У завршној фази праисторије ово становништво је подизало велике камене грађевине, тзв. нураги, од којих су многи очувани и данас. Ово су права ремек-дела праисторијског градитељства.
Стари век Око 1000. године п. н. е. започела је феничанска колонизација дуж обала Сардиније. Око 500. године п. н. е. долази до сукоба Феничана и месног становништва, које је насељавало унутрашњост. На позив Феничана цело острво заузима Картагина, која овде развија цивилизацију следећа три века. 238. п. н. е. Сардинију преузимају Римљани. Њихова владавина је била још дужа, око 7 векова. Римска владавина је далекосежна и дубока, па је становништво временом потпуно латинизирано.
Средњи век После пада римског царства уследило је неколико бурних векова. Прво су у 6. веку острво опустошили Вандали. Потом острво долази под власт Византије, која масовно уводи хришћанство. Међутим слабљењем Византије и јачањем Сарацена, који су гусарили овим областима од 8. до 10. века, дошло је повлачења становништва у унутрашњост, где је оно постепено развило одлике затворене и примитивне културе. Око 900. године овде се јавља низ самосталних области, које ускоро падају под утицај Ђенове. Овакво стање је остало до краја 13. века уз повремене упаде војске државе Пизе. 1282. г. Нормани са Сицилије истискују Ђенову са тог подручја.

### Нови век
Следећих неколико векова Сардинија је била под влашћу владара са Сицилије. Од ове државе се ту после неког времена образује Напуљска краљевина, која се одржала до уједињења Италије 1861. године. Краљевство је било под разним владарима: Хабзбурговцима и из Аустрије и из Шпаније, Бурбонска династија, као и Наполеона. Од 1718. године. Сардинија је придодата владарској кући Савоја, са седиштем у Пијемонту, а која ће касније представљати језгро уједињења Италије 60-их година 19. века. После уједињења Сардинија је основана као једна од покрајина, али ово није довело до општег развоја подручја, мада је држава предузимала низ мера за јачање острвске привреде (исушивање мочвара, насељавање новог становништва, подизање нових насеља). Због тога је Сардинија данас једна од најнеразвијенијих и најређе насељених делова у држави.

## Становништво
Данас Сардинија има око 1,67 милиона становника и по томе је она једна од средње насељених покрајина Италије. То је двоструко више него пре једног века, али свега 10% него пре 30 година. Последњих година број становника благо расте.
Густина Насељености је нешто испод 70 ст./км², што је готово три пута мање од државног просека (200 ст./км²). По овоме је Сардинија једна од три најређе насељене покрајине у држави, а њена обала је најслабије насељена у држави. Међутим, још су ређе насељени пространи делови планинске унутрашњости, данас готово пусти. Гушће је насељено само равничарско приобаље око највећих градова Каљарија и Сасарија.
Етничка слика У покрајини доминира италијанско становништво. Град Алгеро на северозападу је насељен Каталонцима од средњег века. Новодосељеног становништва има занемарљиво мало, у складу са неразвијеношћу покрајине. То су углавном досељеници из источне Европе и Латинске Америке.

## Језик
Службени језик од 1861. године је италијански. Од 2006. г. Сардинијски језик (или говор) има козваничан статус. Сардинијски језик се значајно разликује од стандардног италијанског и сматра се најближим живим наследником латинског језика. Поред тога у граду Алгеру на северозападу острва се прича каталонски језик, а говор северног краја острва је сличнији говору Корзике.

## Привреда
Изолованост острва, не баш издашни природни услови и тешка историја су вековима онемогућавали развој подручја, тако да је Сардинија била и остала једна од најсиромашнијих области Италије.
Привреда у покрајини и данас је ослоњена на пољопривреду, рударство, поморство и мануфактурну производњу. Покушаји државе да индустријализује острво током претходних деценија нису уродили плодом, будући да је цена превоза до и од острва била велика препрека. Туризам се последњих година интензивно развија, са нагласком на ексклузивни туризам мањег обима.

## Галерија
Фотографије градова покрајине
- Каљари
- Сасари
- Нуоро
- Олбија
- Ористано
- Карбонија
- Алгеро
- Ланузеи